# Afromynoglenes
Afromynoglenes is een geslacht van spinnen uit de familie hangmatspinnen (Linyphiidae). 

## Soorten
Het geslacht telt één soort:
- Afromynoglenes parkeri Merrett & Russell-Smith, 1996